# Almindelig brunelle
Almindelig brunelle (Prunella vulgaris) er en 5-25 cm høj urt, der i Danmark vokser f.eks på enge og i vejkanter.

## Beskrivelse
Almindelig brunelle er en flerårig urt med en krybende til opstigende vækst. Stænglerne er firkantede og tæt hårede. Bladene er modsatte og ægformede med hel eller svagt takket rand. Over- og undersiderne er græsgrønne med en svag hårbeklædning.
Blomstringen sker juni-september, hvor blomsterne ses sidde samlet i endestillede, kompakte stande, der består af flere lag af kransstillede blomster. De enkelte blomster er blåviolette og uregelmæssige med en stor overlæbe. Frugterne er kapsler med få frø.
Rodnettet består af de krybende jordstængler, som bærer lange, kraftige trævlerødder. Stængler i vedvarende jordkontakt slår rod fra bladhjørnerne.
Højde x bredde og årlig tilvækst: 0,20 x 0,20 m (20 x 20 cm/år), heri dog ikke medregnet rodskud eller rodslående stængler.

## Voksested
Almindelig brunelle er udbredt i Nordafrika, Lilleasien, Kaukasus, Central- og Østasien og Nordamerika samt Europa (herunder Danmark). Den er knyttet til plantesamfund på lysåbne græsarealer med et højt indhold af nitrat og kalk i jorden: skovkanter, hegn, overdrev og græssede enge. Desuden vokser planten godt i velklippede græsplæner, hvilket har gjort, at den bliver betragtet som ukrudt.
I Danmark er den almindelig i hele landet.
På tørre kalkoverdrev ved Møns Klint vokser den sammen med bl.a. hjertegræs, bakketidsel, blodstillende bibernelle, blågrøn star, bredbladet timian, dueskabiose, dunet vejbred, gul rundbælg, hvid okseøje, håret viol, knoldet mjødurt, markbynke, nøgleblomstret klokke, seglsneglebælg, stivhåret kalkkarse, stor knopurt, sølvpotentil og vild hør.
| Portal | Portal:Botanik |

## Note
1. ↑  Rita Merete Buttenschøn: Forslag til pleje af overdrevsarealer i Jydelejet og Høvblege (Webside ikke længere tilgængelig)